# Amaurobius hagiellus
Amaurobius hagiellus là một loài nhện trong họ Amaurobiidae.
Loài này thuộc chi Amaurobius. Amaurobius hagiellus được Ralph Vary Chamberlin miêu tả năm 1947.